# Transtensione
La transtensione in geologia è lo stato in cui una massa rocciosa o area della crosta terrestre subisce uno stress di taglio sia estensivo che transtensivo.

## Descrizione
Le regioni transtensionali sono caratterizzate da strutture sia estensionali (faglie normali, graben) che strutture a strappo (faglie trascorrenti). In generale, molti regimi tettonici che venivano precedentemente definiti come semplici zone di taglio trascorrenti sono in realtà transtensionali. È improbabile che un corpo in deformazione subisca un'estensione "pura" o uno "scorrimento orizzontale" puro. Le zone di taglio transtensionali sono caratterizzate dalla coesistenza di diverse strutture, legate sia al taglio a scorrimento orizzontale che all'estensione. Le strutture finali includono sia faglie pure a scorrimento orizzontale che faglie dirette puramente estensionali ("normali"). Faglie che hanno componenti di entrambi i tipi (chiamate faglie di slittamento "oblique") sono abbondanti.

## Curve rilascianti

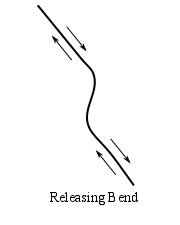
Diagramma di geometria di faglia (dall'alto) che porta a transtensione alla curva oppure scavalcamento.

Le curve rilascianti sono strutture transtensionali che si formano laddove l'orientamento di una faglia di slittamento diventa obliquo rispetto al vettore di slittamento regionale causando così un'estensione locale (come una curva con scavalcamento a destra su una faglia destra-laterale). Esse si formano anche dove due segmenti di una faglia di scorrimento si sovrappongono e la zona di relay tra i segmenti sperimenta una transtensione. Le curve rilascianti spesso formano strutture negative a fiore o rombocasmi.

## Regioni transtensionali
- Mar Morto;[2]
- Lago Salton;[2]
- Mar di Marmara sulla faglia anatolica settentrionale;[3]
- Bacino di Vienna;[4]